# Parque Botânico Tulipas Professor Aziz Ab’Saber
O Parque Botânico Tulipas Professor Aziz Ab’Saber, conhecido também como Parque Tulipas, é um parque no município paulista de Jundiaí. Inaugurado em abril de 2012, foi batizado em homenagem ao geógrafo brasileiro Aziz Ab'Saber. O parque possui área de 125 mil m² e conta com cinco cachoeiras e cinco lagoas, atraindo visitantes de outros municípios.
O local possui também espaços para a prática de esportes, como quadras poliesportivas e de areia, ciclovias e faixas para caminhada. Também há opções para lazer, incluindo biblioteca, playground, brinquedoteca e quiosques. O parque possui rede wi-fi gratuita aos visitantes.
Em 2017, a prefeitura de Jundiaí realizou melhorias nas pontes e lagos e o parque passou por um processo de reorganização do paisagismo com a remoção das árvores secas e replantio de árvores nativas.